# Cristarmadillo pardii
Cristarmadillo pardii is een pissebed uit de familie Armadillidae. De wetenschappelijke naam van de soort is voor het eerst geldig gepubliceerd in 1987 door Ferrara, Schmalfuss & Taiti.